# Losanga di Michaelis
La losanga di Michaelis (nota anche con il nome di quadrilatero di Michaelis oppure rombo di Michaelis) è di una certa importanza per lo studio della pelvimetria e viene utilizzata per la valutazione di eventuali difetti pelvici. Questa struttura anatomica è localizzata nella regione lombo-sacrale.

## Descrizione

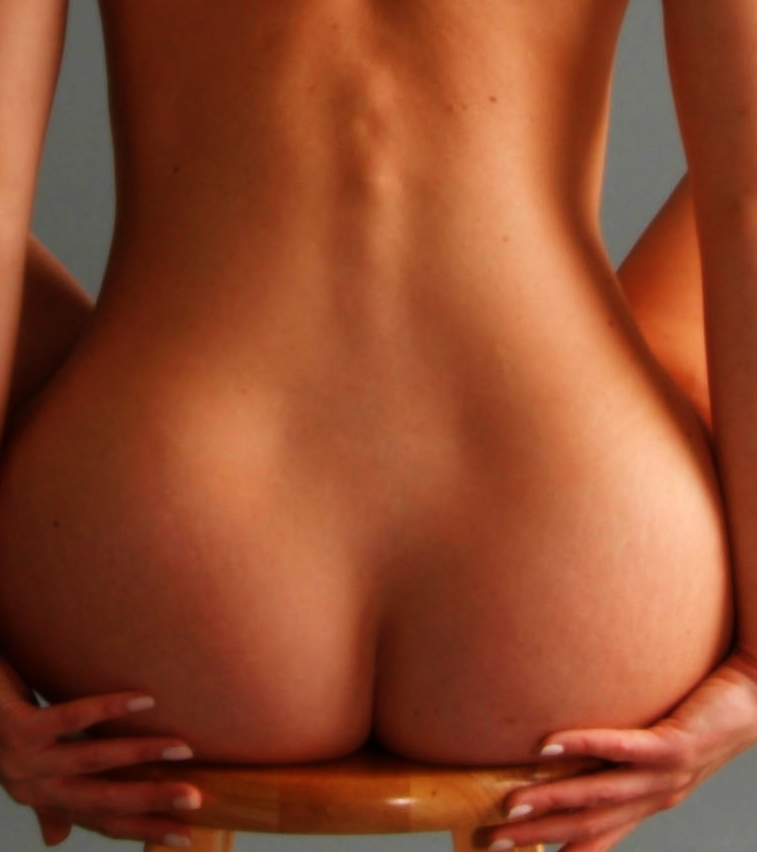
Vista di una losanga di Michaels, dove si forma idealmente un rombo tra la vertebra, le fossette di Venere e la piega dei glutei

È sostanzialmente una figura geometrica di tipo romboidale, talvolta visibile sulla schiena umana, che può essere disegnata dalla quinta vertebra sacrale verso il basso, unendo specifici punti che sono:
- processo spinoso della quinta vertebra lombare (L5);
- spina iliaca postero superiore di sinistra (fossetta di venere sinistra);
- spina iliaca postero superiore di destra (fossetta di venere destra);
- biforcazione della piega delle natiche (crena ani);

Le spine iliache postero superiori corrispondono a due fossette di abbastanza facile riconoscimento.

## Valori normali
In un bacino considerabile normale l'altezza della losanga è di circa 11 cm mentre la larghezza sarà più o meno di 10 cm.
Osservando meglio si comprende che la losanga risulta costituita da due triangoli di cui uno superiore ed uno inferiore. Mentre le misure del triangolo inferiore hanno scarsa importanza, quelle del triangolo superiore sono decisamente più importanti.
Il triangolo superiore tende infatti ad essere isoscele, con altezza di circa 4–5 cm. e larghezza di 10 cm. Nei soggetti con bacino piatto si osserva una riduzione della altezza, mentre una riduzione della larghezza depone piuttosto per un bacino trasversalmente ristretto.

## Significato clinico
Una losanga di Michaelis normo-strutturata verosimilmente è espressione di un bacino anatomicamente corretto, il quale a sua volta si può riflettere, nei soggetti di sesso femminile, in un parto eutocico.
Nelle eventuali situazioni anomale, dopo avere diviso la losanga in due triangoli (superiore e inferiore), si potrà notare una marcata asimmetria, che sarà indice di un difetto pelvico.

## Curiosità
Negli anni tra il 1874 ed il 1906 la losanga di Michaelis fu studiata piuttosto approfonditamente dal medico danese Rudolph Bergh. In tale periodo sussisteva un obbligo di esami regolari per le malattie veneree per le prostitute di Copenaghen. Bergh ebbe così l'opportunità di ottenere una conoscenza approfondita dell'anatomia genitale di quasi 3.000 donne prostitute. Egli verso la fine della carriera, completò i suoi studi con osservazioni inerenti al verificarsi di alcune piccole depressioni della regione sacrale femminile, denominate fossette di Venere. Gli ostetrici conoscono molto bene queste depressioni in quanto sono semplicemente le delimitazioni laterali del rombo di Michaelis.
Bergh trovò queste depressioni in quasi tutte le prostitute che aveva studiato (ad eccezione di una piccola percentuale) e come fecero altri studiosi a lui contemporanei, su tutti Cesare Lombroso, il quale sosteneva che vi fossero tratti della fisionomia specifici dei criminali, concluse che le fossette di Venere potessero essere caratteristiche dei "corpi lascivi".